# Laaer Berg
La zone verte et collineuse du Laaer Berg (à prononcer Laa_a Berg), familièrement surnommé Monte Laa, se situe à la limite sud de Vienne (Autriche), dans le Xe arrondissement, Favoriten. Sa partie principale culmine à 251 mètres.

## Géographie
La montagne de Laa est le prolongement du mont moins élevé de Wienerberg, situé un peu plus à l'ouest. Divers lotissements et immeubles d'habitation séparent ces deux espaces verts. La partie sud du mont est incluse presque entièrement dans le parc de détente Erholungspark Laaer Berg, également dénommé Kurpark Oberlaa, un parc issu du terrain occupé par l'Exposition internationale d'horticulture de Vienne (WIG) organisée en 1974. Les quartiers de Oberlaa et Unterlaa, situés au sud du mont, lui ont donné son nom. Le Laaer Berg est délimité au sud par la rivière Liesing. La partie orientale du mont est mise à profit pour la viticulture. La partie nord du mont est caractérisée par la zone protégée de la forêt Laaer Wald. Cette partie jouxte des zones urbanisées très denses, où plusieurs immeubles de bureaux et d'habitation ont vu le jour récemment (2006) dans le cadre du projet d'aménagement urbain Monte Laa.
Le Laaer Berg est fréquenté par de nombreux Viennois, qui profitent principalement des Heuriger d'Oberlaa et d'Unterlaa, du centre thermal du Kurpark Oberlaa ainsi que du petit parc de loisirs Prater de Bohême situé en bordure du Laaer Wald.

## Histoire

### Tuileries et tournages de films
Au XIXe siècle, le Laaer Berg, tout comme le Wienerberg, étaient caractérisés par l'exploitation de gisements de glaise, les briques produites étant abondamment utilisées pour la construction de nombreux bâtiments de prestige le long du Ring viennois, mais aussi pour loger l'afflux de nombreux immigrants venus d'autres zones de l'empire d'Autriche-Hongrie en crise. La main-d'œuvre employée dans ces tuileries provenait majoritairement de Bohême et de Moravie, ce qui correspond à la République tchèque actuelle. Les conditions de travail de l'époque étaient extrêmement pénibles, comme en témoigna l'homme politique social-démocrate Victor Adler, après s'être rendu dans une de ces manufactures.
C'est de cette époque que remonte la création du Prater de Bohême en bordure du Laaer Berg, dont la raison d'être initiale était d'offrir aux employés des fabriques de tuiles une occupation lors de leurs loisirs. Les débits de boisson servaient de fait de lieu d'échange d'informations sur les postes de travail, les logements disponibles. Ce Prater des ouvriers accueillait notamment des spectacles de danse, des bowlings, un bâtiment panoramique abritant des peintures représentant des scènes historiques (la mode de l'époque). Les attractions actuelles, moins modernes que celles du Prater - à l'image du carrousel classé monument historique - attirent une clientèle plus familiale.
L'exploitation intensive de la glaise déclina au début du XXe siècle avec l'épuisement des gisements et aboutit à de grands trous qui se remplirent progressivement d'eau pour former des lacs artificiels, des parcs étant ensuite créés sur leurs pourtours. Malgré les panneaux d'interdiction, ces lacs attirèrent rapidement les amateurs de natation.
Des jardins ouvriers furent implantés sur ce terrain pour faire face à la pénurie de nourriture durant la Première Guerre mondiale.
Dans les années 1920, et ce malgré l'hyperinflation qui régnait alors dans le pays, le Laaer Berg devint un centre de production de films muets. Entre 1920 et 1922, de monumentaux décors en bois et papier y furent créés pour le tournage du film autrichien Sodome et Gomorrhe de la société Sascha-Film, entre 3 000 et 14 000 figurants (selon les sources) ayant participé au tournage. Le cinéma de plein air Volxkino est organisé en honneur de ces anciennes productions.
Pollué et transformé de fait en quasi-décharge publique, la Ville de Vienne racheta finalement en 1955 une partie des terrains et commença à les reboiser.

### Zone viticole et habitations
Le monastère de Klosterneuburg disposait autrefois de vignes sur les coteaux du Laaer Berg. Du fait de leur éloignement géographique, les récoltes étaient toutefois jugées guère intéressantes pour le monastère, ce qui explique qu'il finit par transférer ces terrains à l'armée de l'Empire austro-hongrois qui s'en servit de terrain d'entrainement. Malgré l'effondrement de la monarchie, le monastère de Klosterneuburg ne reprit jamais possession de ces terrains. L'Armée décida d'utiliser l'intégralité de ces terrains pour loger les rapatriés du front russe à la fin de la Première Guerre mondiale.
Le 1er janvier 1919, les premiers baux furent signés dans la caserne du monastère. Le loyer se montait à une Couronne par an, assorti d'une obligation initiale de cultiver des légumes et d'élever des animaux. Au fil des décennies, ces jardins à vocation utilitaire laissèrent place à des jardins d'ornementation ainsi qu'à de belles demeures, et les terrains laissés en friches après la mort économique des dernières tuileries furent réaménagés en espaces verts.